# ماركوس غوندرا
ماركوس غوندرا (بالإسبانية: Marcos Gondra Krug)‏ هو لاعب كرة قدم إسباني في مركز central midfielder ‏، ولد في 1987 في مونداكا في إسبانيا. لعب مع نادي سيريانسكا ونادي غرنيكا.

## وصلات خارجية
- ماركوس غوندرا على موقع قاعدة بيانات كرة القدم.إي يو (الإنجليزية)
- ماركوس غوندرا على موقع Soccerway.com (الإنجليزية)
- ماركوس غوندرا على موقع AS.com (الإسبانية)